# Maść borna
Maść borna (farm. Acidi borici unguentum, syn. Unguentum Acidi borici, maść borowa, maść z kwasem borowym) – preparat galenowy do użytku zewnętrznego, sporządzany według przepisu farmakopealnego. W Polsce na stan obecny (2024) skład określa monografia narodowa ujęta w Farmakopei Polskiej XIII. Maść zawiera 10% kwasu bornego. Skład maści na przestrzeni lat ulegał zmianom.
Skład według FP II, FP III:
Acidum boricum         10 cz.   (kwas borowy)
Vaselinum flavum       90 cz.   (wazelina żółta)
od FP IV t.2 do stanu obecnego skład maści jest następujący:
Acidum boricum         10 cz.   (kwas borowy)
Vaselinum album       90 cz.    (wazelina biała)
Przygotowanie: Bardzo miałko sproszkowany kwas borowy rozetrzeć z ok. 10 cz. stopionej wazeliny białej. Następnie dodawać stopniowo resztę wazeliny, dokładnie wymieszać.
Maść wywiera słabe działanie antyseptyczne, wysuszające i ściągające. Stosowana tradycyjnie pomocniczo w leczeniu wielu chorób skóry, przebiegających ze słabo zaznaczonym stanem zapalnym. Ze względu na udowodnioną toksyczność kwasu borowego, zwłaszcza dla nerek oraz fakt dostępności szerokiego asortymentu skuteczniej działających i bezpieczniejszych leków stosowanych w dermatologii jej przydatność kliniczna w lecznictwie jest niewielka.
Maść borna obecnie produkowana jest przemysłowo w zakładach farmaceutycznych i laboratoriach galenowych. Może być także sporządzana w aptekach, w zakresie receptury aptecznej.